# Bonification d'intérêt ou de prêt
La bonification d'intérêt ou de prêt est une opération par laquelle un organisme prend en charge une partie des intérêts payés par un emprunteur.